# Lobogeniates bicolor
Lobogeniates bicolor är en skalbaggsart som beskrevs av Ohaus 1917. Lobogeniates bicolor ingår i släktet Lobogeniates och familjen Rutelidae. Inga underarter finns listade i Catalogue of Life.